# Decaspermum vitis-idaea
Decaspermum vitis-idaea là một loài thực vật có hoa trong Họ Đào kim nương. Loài này được Stapf mô tả khoa học đầu tiên năm 1894.